# Dumile Feni

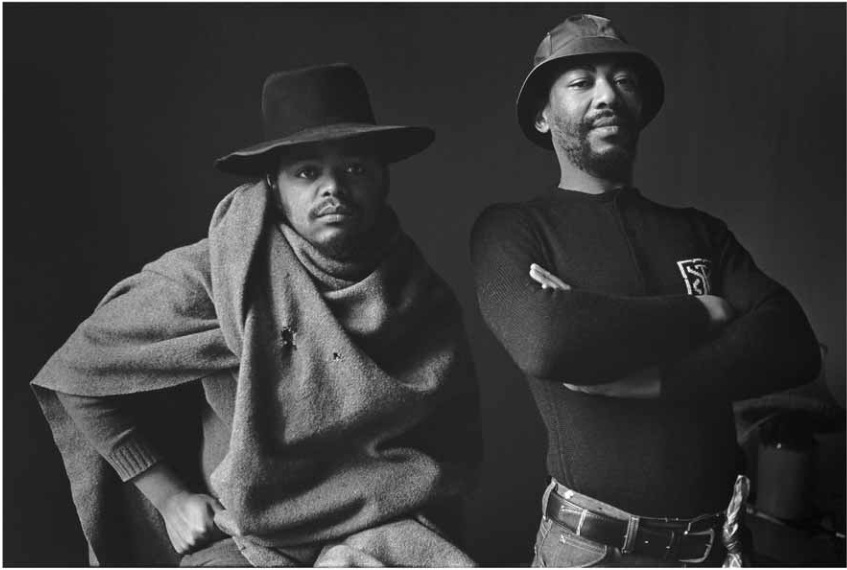
Dumile Feni und Louis Moholo, Exilanten in London im Jahr 1971

Zwelidumile Geelboi Mgxaji Mhlaba „Dumile“ Feni (* 21. Mai 1942 in Withuis bei Worcester, Kapprovinz; † 16. Oktober 1991 in New York) war ein südafrikanischer bildender Künstler, der für seine großformatigen Zeichnungen und Skulpturen berühmt geworden ist. Er wurde auch der „Goya der Townships“ genannt.

## Leben
Dumile Feni, geboren 1942 als Zwelidumile Geelboi Mgxaji Mslaba Feni in der Kleinstadt Withuis bei Worcester in der Kapprovinz, wuchs in einer Xhosa-Familie auf. Sein Vater, Geelbooi Magoqwana, war Polizist und später Händler und Evangelist, seine Mutter, Bettie Nothemba Mgxaji, war in illegales Glücksspiel verwickelt. Kurz nach Dumiles Geburt zog die Familie nach Welcome, Kapstadt. Schon als Kind zeigte Dumile großes Interesse am Zeichnen, was ihn oft in Schwierigkeiten brachte, da er seine Schulsachen mit Zeichnungen verzierte und dafür bestraft wurde. Nach dem Tod seiner Mutter zog die Familie nach Rylands, wo er im Alter von elf Jahren, an Tuberkulose erkrankte und in einem Krankenhaus in Queenstown behandelt wurde.
Dumile Feni verließ früh die Schule, da das südafrikanische Bildungssystem aufgrund der Apartheidpolitik stark eingeschränkt war und ihm keine Möglichkeiten für eine künstlerische Ausbildung bot. Dennoch schuf er bereits zwischen 1953 und 1957 zahlreiche Werke, die er in der Queenstown Art Gallery ausstellte. Mit 15 Jahren zog er nach Johannesburg, wo er zunächst als Polizist arbeitete, bevor er eine Anstellung in einer Kunstgießerei fand und erste Erfahrungen im Umgang mit Bronze und Ton sammelte.
1963 erkrankte Dumile Feni erneut an Tuberkulose und verbrachte einige Zeit im Charles Hurwitz Santa Tuberculosis Hospital in Soweto, wo er den Künstler Ephraim Mojalefa Ngatane kennenlernte. Diese Begegnung gilt als entscheidend für seine künstlerische Entwicklung. In dieser Zeit schuf er ein großes Wandgemälde im Krankenhaus.
Dumile Feni gehörte zur so genannten Polly-Street-Art-Szene, blieb aber ein eigenständiger Künstler. Seine erste Ausstellung fand 1965 in der Galerie 101 in Johannesburg statt und brachte ihm die Anerkennung und Unterstützung prominenter südafrikanischer Künstler und Intellektueller wie Bill Ainslie ein.
1967 reiste er mit Freunden nach Lesotho, wo er aktiv an der dortigen Kunstszene teilnahm und zusammen mit Meshu Mokitimi ein bedeutendes Wandgemälde schuf. Mit der Teilnahme an der Biennale von São Paulo begann seine internationale Karriere. In dieser Zeit wuchs jedoch auch das Misstrauen des Apartheid-Regimes gegenüber Dumile Feni, so dass er 1968 ins Exil nach London ging.

## Exil in London und den USA
In London stellte Dumile Feni erfolgreich in der Grosvenor Gallery aus und wurde von Kunstkritikern gelobt. Die folgenden Jahre verbrachte er in Armut. Später zog er in die USA, wo er sich mit der Gestaltung von Plattencovern und Plakaten finanzierte. Von 1979 bis 1980 war er Artist in Residence an der University of California in Los Angeles und lehrte anschließend am Massachusetts College of Art.
„Dumile hatte ein schwieriges Leben. Ich besuchte ihn in dem Keller, in dem er lebte. Er schlief auf einer Matratze in einem halbdunklen Raum mit atemberaubenden Schwarz-Weiß-Skizzen von nackten Musikern an den düsteren Wänden. Er fertigte wunderschöne Tonmodelle an, konnte aber kein Geld zusammenkratzen, um sie in Bronze zu gießen. Die letzten zwölf Jahre seines Lebens, die Feni in Amerika, vor allem in New York, verbrachte, waren besonders schwierig. Ein Jahr lang schlief er in U-Bahn-Stationen und lebte in seiner eigenen imaginären Welt.“ (Albie Sachs, Sammler von Femis Werken). Neben Hugh Masekela, der ihn in seine Wohnung in New Jersey einlud, genoss er auch die Gastfreundschaft von Dr. Cyril Khanyile. Dumile konvertierte zum Islam und nahm den Namen Othman Utletaan Feni an. Im Jahr 1991 erlitt er einen Herzinfarkt und starb, als er in New York Jazzplatten kaufte. Er starb kurz bevor er nach Johannesburg fliegen sollte. Dumile wurde auf dem Friedhof in Lenasia beigesetzt.

## Werk
Dumile Fenis Arbeiten sind geprägt von leidenden menschlichen Figuren, die häufig soziale und politische Unterdrückung darstellen. Viele seiner Werke spiegeln das Elend und den Schmerz des Apartheidregimes wider. Auch wenn er nicht explizit politisch war, schwingt in seiner Kunst eine subtile Anti-Apartheid-Botschaft mit, die die Würde des Menschen thematisiert. Zu seinen bekanntesten Werken zählt die große Kohlezeichnung „African Guernica“.
Dumile Feni, der während seiner Zeit in Johannesburg als „Goya der Townships“ bezeichnet wurde, fand seine Motive im Leben und in den Ereignissen, die er um sich herum beobachtete. Seine Werke spiegeln seine tiefe Liebe zur Musik, insbesondere zum Jazz, wider. In vielen seiner Zeichnungen ist sogar die Anordnung der Figuren auf dem Blatt von einem musikalischen Rhythmus geprägt. Dumile Feni war in erster Linie ein Grafiker, der fast ausschließlich in Schwarzweiß arbeitete.
Und er war auch Bildhauer, und viele seiner Zeichnungen haben eine bildhauerische Qualität. Während seines Aufenthalts in London begann er mit der Arbeit an einer Skulptur von Albert Luthuli (1898–1967) und vollendete schließlich zwei Bronzeskulpturen der afrikanischen Ikone. Albert Luthuli  war ein Zulu-Häuptling, Lehrer und religiöser Führer; er war von 1952 bis 1967 Präsident des Afrikanischen Nationalkongresses und der erste afrikanische Träger des Friedensnobelpreises.
Der südafrikanische Richter Albie Sachs studierte Dumiles Werdegang, nachdem er ihn in London kennengelernt hatte, und entwickelte eine große Bewunderung für die „tiefe Romantik“ des Künstlers. Der ehemalige Richter Sachs stellt fest, dass Fenis Kunstwerke etwas ausdrücken können, ohne das Elend, die Nacktheit oder das Afrikanischsein zu missbrauchen.

## Ausstellungen (Auswahl)
- 1963: Einzelausstellung in der Galerie 101.
- 1965: Transvaal-Akademie, Johannesburg.
- 1966: Eingeladener Künstler, Durban Art Gallery; Republic Festival Exhibition, Pretoria; Artists of Fame and Promise, Adler Fielding Gallery, Johannesburg.
- 1967: Einer der Künstler, die Südafrika auf der Biennale von Sao Paulo vertraten.
- 1969: Einzelausstellung, Grosvenor Gallery, London.
- 1975: African Art from South Africa, Gallery 21, London.
- 1977: Zeichnungen von südafrikanischen Künstlern, Iziko SA National Gallery, Kapstadt.
- 1981: Black Art Today, Jabulani Standard Bank, Soweto.
- 1988: Voices from Exile – Sieben südafrikanische Künstler, Tournee durch die USA.
- 2001: The Short Century: Independence and Liberation Movements in Africa 1945–1994, Museum Villa Stuck, München, Wanderausstellung
- 2005: Dumile Feni Retrospektive: Johannesburg Art Gallery, Wanderausstellung im Oliewenhuis Art Museum, Bloemfontein und in der Iziko South African National Gallery, Kapstadt.

## Sammlungen
- Iziko South African National Gallery, Kapstadt
- Johannesburg Art Gallery
- De Beers Centenary Art Gallery
- University of Fort Hare, Alice
- Durban Art Gallery
- Ann Bryant Art Gallery, East London.

## Auszeichnung
- 2003: Order of Ikhamanga in Gold (OIG), für außergewöhnliche Leistungen (exceptional achievement)